# Joseph Nguyễn Chí Linh
Joseph Nguyễn Chí Linh (ur. 22 listopada 1949 w Ba Làng) – wietnamski duchowny katolicki, arcybiskup metropolita Huế w latach 2016-2025. 

## Życiorys

### Prezbiterat
Święcenia kapłańskie przyjął 20 grudnia 1992 i został inkardynowany do diecezji Nha Trang. Po trzech latach pracy w charakterze wikariusza udał się na studia doktoranckie z filozofii do Paryża. Po uzyskaniu w 2003 tytułu powrócił do kraju i został wykładowcą diecezjalnego seminarium.

### Episkopat
21 maja 2004 papież Jan Paweł II mianował go biskupem diecezji Thanh Hóa. Sakry biskupiej udzielił mu 4 sierpnia 2004 biskup Paul Nguyễn Văn Hòa. Od 2016 jest przewodniczącym Konferencji Biskupów Wietnamu.
29 października 2016 papież Franciszek mianował go arcybiskupem metropolitą Huế.
24 maja 2025 papież Leon XIV przyjął jego rezygnację z urzędu arcybiskupa metropolity Huế złożoną ze względu na wiek